# Nemzeti Front (Belgium)
A Nemzeti Front egy belga szélsőjobboldali frankofón politikai párt. 1985-ben a párt első elnöke, Daniel Féret alapította. Ez a párt három kisebb pártból jött létre. Ezek a Nemzeti Szocialista Mozgalom, az Új Demokráciáért Unió és a Delta Csoport. 1989 és 1991 között beolvadt a pártba a Fiatalok Frontja – Belgium és az ebből később létrejött Új Erő Pártja. 2008. december 1. óta a párt elnöke Daniel Huygens.

## Programja
A Nemzeti Front választási programjának középpontjában elsősorban a magrebek és a törökök bevándorlása áll. A párt ideológiáját – elsősorban reklámjai alapján – populistának, reakcionistának és nacionalistának írják le. A párt megalakulása óta annak növekedése folyamatosan a szüntelen, hol kisebb, hol nagyobb méreteket öltő belháborúknak volt kiszolgáltatva.

## Helyzete
A belga Nemzeti Frontnak jelenleg egy képviselője van az alsóházban (Patrick Cocriamont) és a szenátusban is. (Michel Delacroix).
A közvéleményben kialakult képet leginkább az indirekt reklámok határozzák meg, melyek a francia Nemzeti Fronton keresztül határozzák meg. A párt logója és mozaikszava lényegében megegyezik a francia pártéval, amelyik azonban mindenféle kapcsolatot tagad.
Számos olyan szervezet létezik, melynek kimondott célja ennek a pártnak a támadása. Mindemellett a francia média és a frankofón pártok egyaránt a Nemzeti front azon elképzelése ellen fordultak, hogy hozzanak létre egy karantén vonalat. Azonban 2006. október 8-án lezajlott megyei és helyi választásokat megelőző kampányban a Nemzeti frnt még csak megjelenési lehetőséghez sem jutott a médiában.
2008. novemberben több okból kifolyólag felfüggesztették a párt támogatását. Mindezen felül a választási pénzek elköltését felügyelő bizottság a könyvelésekben talált hiányosságok miatt zár alá vették a kampánypénzeket is.

## Belviszály a párt vezetéséért
Daniel Féret, a párt alapítója és élethosszig elnöke és környezete számos fontos pozíciót foglalt el a párton belül, s így szoros ellenőrzésük alatt tudták tartani a pártot. Ez a kizárólagos hatalom alakította ki azokat a problémákat, melyek hatására 1985. és 2005. között több mint harminc alkalommal hagyták el a pártot. Többek között így vált ki Marguerite Bastien (aki Roger Nols támogatásával 1997-ben megalapította a Belga Új Frontot) vagy Francis Detraux (aki a Nemzeti Front vallon vezetésének nagí részével közösen 2004-ben megalapította Nemzeti Erőt.)
2007. októberben, mikor a Daniel Féret és környezete ellen felhozott vádak megszaporodtak, a Nemzeti Front vezetőjének a párt politikai bizottságával kellett szembe néznie, amely szervezet őt leváltotta, s helyére Michel Delacroix-t választották meg. Féret szerint a bizottság döntése törvénytelen volt, s panaszt emelt ellene.
A párt vezetéséért két csoport harcolt. Az egyik csoport a régi elnököt támogatta – aki ragaszkodik ahhoz a státuszához, amit a párton belül 2009. decemberig magának biztosított – a másik csoport pedig a tényleges hatalmat birtokló Michel Delacroix pártján állt..
2008. novemberben Delacroix csoportja egy nagy puccson esett át, melyet a média felkapott s terjesztett. Ez egy videó montázst tartalmazott, melyben Delacroix egy antiszemita dalt énekel. Lehetséges, hogy a videót Daniel Féret-hez közel állók kezdtékel terjeszteni. A botrány hatására Michel Delacroix lemondott elnöki tisztségéről s visszaadta minden megbízatását.
2008. decemberben elnökválasztást tartottak, melyen két résztvevő, Charles Petitjean és Daniel Huygens, Patrick Sessler egyik támogatója indult. A választásokat Daniel Huygens nyette meg. Ezután Charles Petitjean kiépett a pártból s egy új pártot alapított.

## Választási eredmények (1985-2006)
| Választás éve | Megszerzett szavazat száma | Összes szavazat aránya | Elnyert képviselői helyek |
| ------------- | -------------------------- | ---------------------- | ------------------------- |
| 1985          | 3.738                      | 0,1%                   | 0                         |
| 1987          | 7.596                      | 0,1%                   | 0                         |
| 1991          | 64.992                     | 1,1%                   | 1                         |
| 1995          | 138.496                    | 2,3%                   | 2                         |
| 1999          | 90.401                     | 1,5%                   | 1                         |
| 2003          | 130.012                    | 1,98%                  | 1                         |
| 2007          | 131.385                    | 1,97%                  | 1                         |

| Választás éve | Szavazatok száma | Szavazatok aránya | Megszerzett helyek |
| ------------- | ---------------- | ----------------- | ------------------ |
| 1985          | 4.201            | 0,1%              | 0                  |
| 1987          | 8.186            | 0,6%              | 0                  |
| 1987          | 60.876           | 1,0%              | 0                  |
| 1995          | –                | –                 | –                  |
| 1999          | 92.924           | 1,5%              | 0                  |
| 2003          | 147.305          | 2,25%             | 1                  |
| 2007          | 150.461          | 2,27%             | 1                  |

| Választás éve | Szavazatok száma | Szavazatok aránya | Megszerzett helyek |
| ------------- | ---------------- | ----------------- | ------------------ |
| 1994          | 175.732          | 2,9%              | 1                  |
| 1999          | 94.848           | 1,52%             | 0                  |
| 2004          | 181.351          | 2,79%             | 0                  |

## Fordítás
- Ez a szócikk részben vagy egészben  a   Front national (Belgique) című francia Wikipédia-szócikk ezen változatának fordításán alapul.  Az eredeti cikk szerkesztőit annak laptörténete sorolja fel. Ez a jelzés csupán a megfogalmazás eredetét és a szerzői jogokat jelzi, nem szolgál a cikkben szereplő információk forrásmegjelöléseként.

## Külső hivatkozások
- A Nemzeti Front hivatalos honlapja